# デンバー地域交通局

デンバー地域交通局 (デンバーちいきこうつうきょく、Regional Transportation District、RTD) はアメリカ合衆国・コロラド州の公共交通事業者である。
主にデンバー市及びその都市圏で通勤電車、ライトレール、路線バス、長距離バスを運行する。デンバー市中心部の16番ストリートでは、電気・天然ガスのハイブリッド無料往復バスを運行し、多くの人に利用されている。通勤電車のA線はデンバー国際空港に乗り入れている。

## 鉄道路線

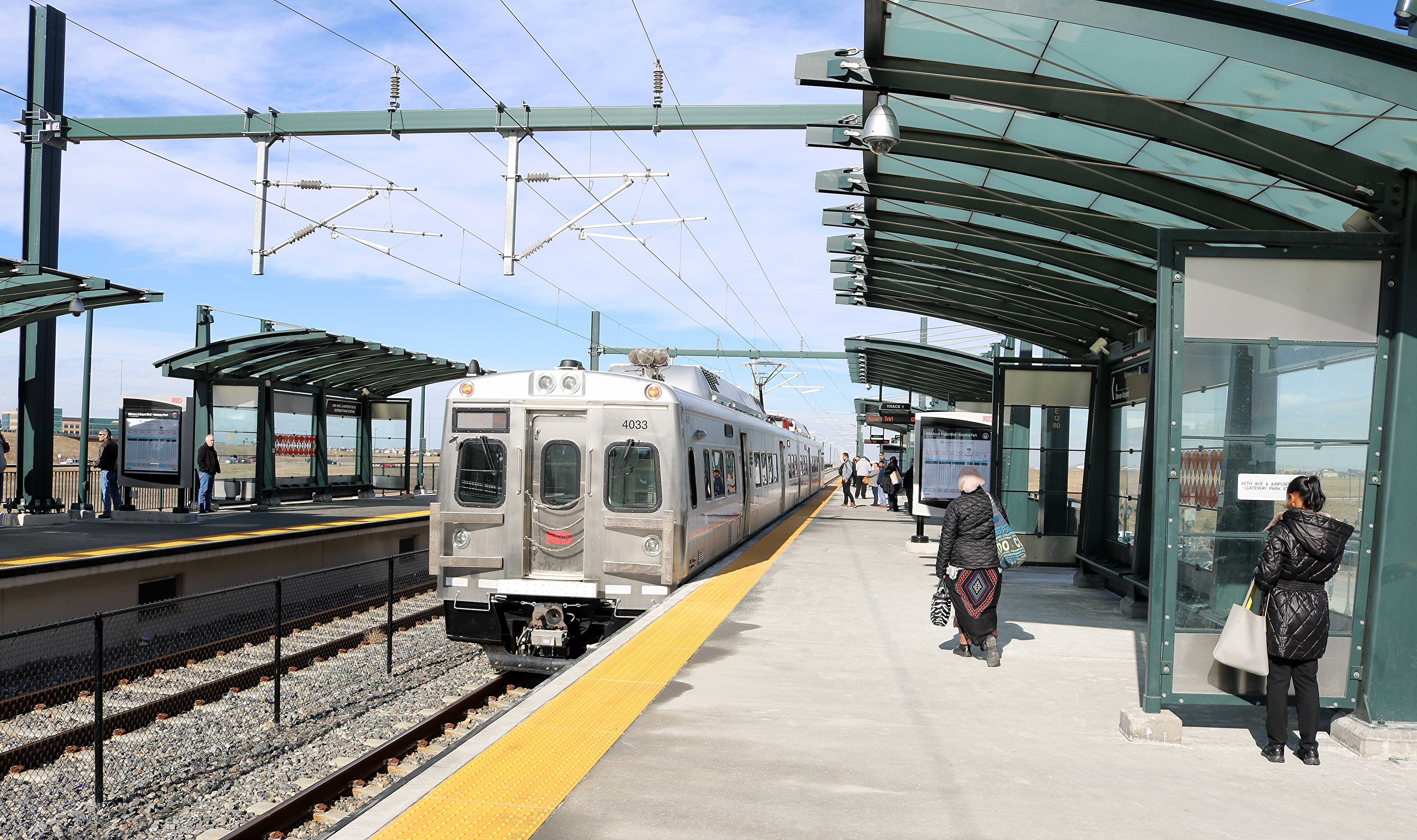
A線の電車

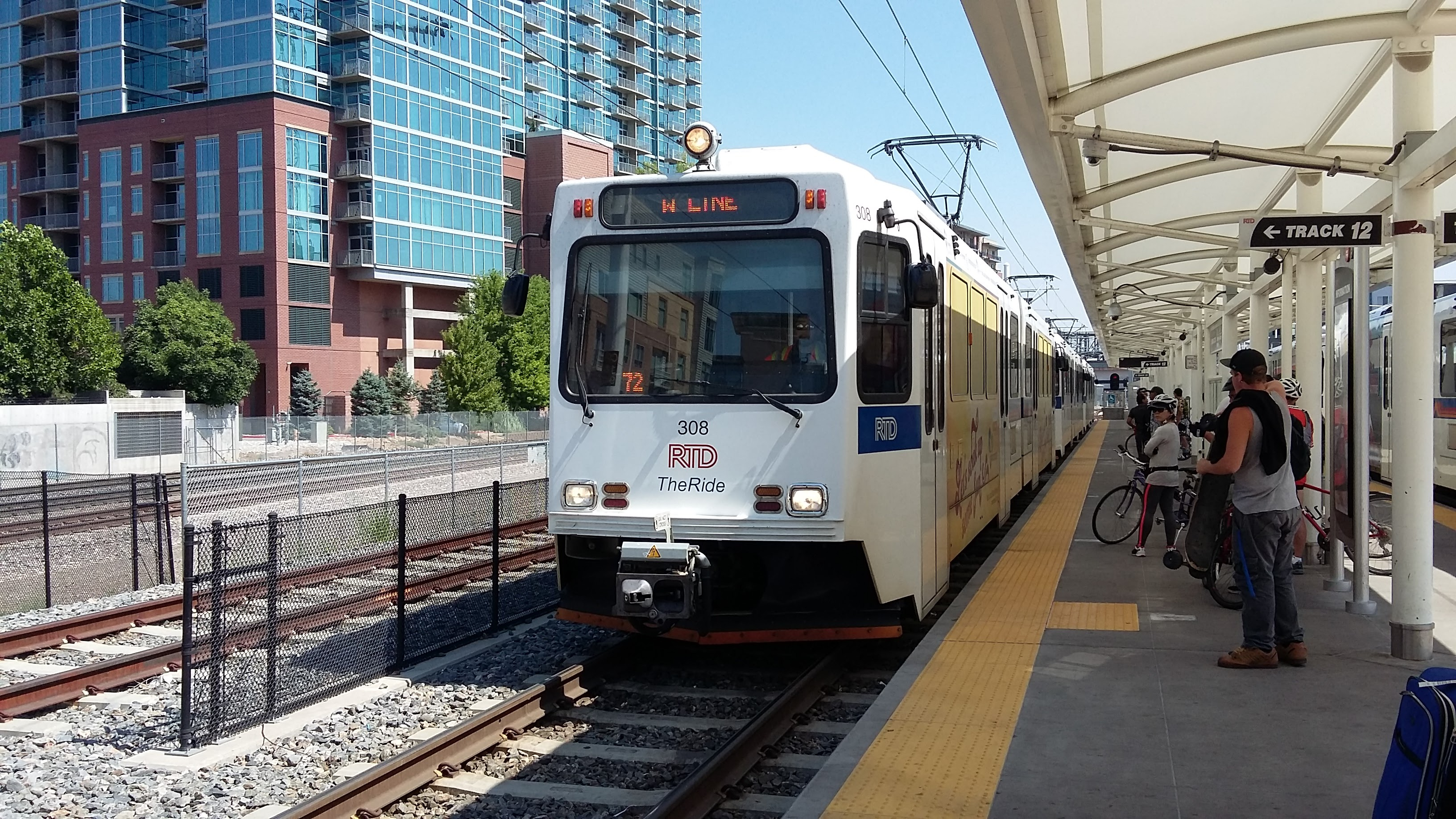
ライトレール

- 通勤電車
  - A線（en:A Line (RTD)）
  - B線（en:B Line (RTD)）
  - G線（en:G Line (RTD)）
  - N線（en:N Line (RTD)）

- ライトレール
  - D線（en:D Line (RTD)）
  - E線（en:E Line (RTD)）
  - H線（en:H Line (RTD)）
  - L線（en:L Line (RTD)）
  - R線（en:R Line (RTD)）
  - W線（en:W Line (RTD)）

## 歴史
1974年に民営の「デンバー軌道」の運営を引き継ぐ形で設立された。2000年以降、公共交通の改善に力を入れており、ユニオン駅 は改修工事で面目を一新した。